# Asymilacja azotu
Asymilacja azotu – proces prowadzący do wytworzenia organicznych związków zawierających azot z nieorganicznych związków azotu obecnych w środowisku organizmów żywych. Do asymilacji azotu ze związków nieorganicznych zdolne są rośliny, niektóre bakterie oraz grzyby. 

## Asymilacja azotu u roślin
Rośliny są zdolne do asymilacji azotu z azotanów i jonów amonowych. W dobrze napowietrzonej glebie dominującą formą azotu są azotany. Związane jest to z zachodzeniem procesu nitryfikacji. Jednak w niektórych środowiskach, takich jak zalanych wodą glebach pól ryżowych lub ekosystemy trawiaste główną formą azotu dostępnego dla roślin mogą być jony amonowe. Same rośliny mogą wpływać na formę pobieranego azotu poprzez wydzielanie przez korzenie związków organicznych zmieniających pH gleby lub wydzielanie tlenu. 
Jony amonowe są wchłaniane przy udziale białek transportowych obecnych w błonie komórkowej. Azotany przenoszone są przez różne białka transportowe wykazujące aktywność H+-ATP-azy. U niektórych roślin głównym miejscem redukcji azotanów są tkanki korzenia. Większość roślin w  tkankach korzeni redukuje jedynie niewielką część pobieranych jonów azotanowych, a pozostałe azotany transportowane są przez ksylem do pędu.  Jeśli azotany zostały zredukowane w korzeniu, powstałe jony amonowe transportowane są ksylemem do nadziemnej części rośliny. Podstawowym procesem, w wyniku którego jony amonowe przekształcane są w związki organiczne, jest cykl syntetaza glutaminy-syntaza glutaminianowa (GS-GOGAT).
Redukcja azotanów przebiega w dwóch etapach. Etap pierwszy polega na zredukowaniu azotanów do azotynów. Reakcja ta zachodzi w cytozolu i jest przeprowadzana przez reduktazę azotanową zależną od NADH lub NADPH. Powstałe azotyny ulegają dalszej redukcji w chloroplastach tkanek fotosyntetyzujących lub plastydach pozostałych tkanek. Do redukcji przeprowadzanej przez reduktazę azotynu wykorzystywana jest ferredoksyna. W chloroplastach jest to forma Fd1, redukowana w wyniku reakcji fotochemicznych zachodzących w obrębie fotoskładu I. W plastydach występuje forma Fd3 która ulega redukcji przy wykorzystaniu NADPH. NADPH niezbędny do zredukowania azotynów wytwarzany jest przez szlak pentozofosforanowy.
W chloroplastach syntetaza glutaminy przyłącza jony amonowe do glutaminianu. Powstaje glutamina. W kolejnych reakcjach dochodzi do przeniesienie grupy aminowej na 2-oksoglutaran. Reakcję tę przeprowadza syntaza glutaminianowa (GOGAT). Inne aminokwasy powstają wyniku reakcji transaminacji, w których substratem jest glutamina.
Ważną rolę w metabolizmie azotu odgrywa także dehydrogenaza glutaminianowa (GDH). Enzym ten umożliwia odzyskiwanie azotu podczas utleniania aminokwasów w mitochondriach. Możliwa jest również reakcja odwrotna, polegająca na przyłączeniu jonu NH4+ do cząsteczki 2-oksoglutaranu. Reakcja ta ma jednak niewielkie znaczenie w asymilacji azotu. W ten sposób powstaje nie więcej niż 10% organicznych związków azotu.